# Stadtteich Kirchenlamitz
Der Kirchenlamitzer Stadtteich ist ein 0,9 ha großes, künstlich angelegtes Staugewässer in der Stadt Kirchenlamitz im Landkreis Wunsiedel im Fichtelgebirge im Nordosten Bayerns. Der Teich ist ein geschütztes Naturdenkmal und wird von der Lamitz gespeist.

## Geschichte
Der Kirchenlamitzer Stadtteich wurde im Jahr 1504 geschaffen. Der als „Bayerischer Unfried“ in die Geschichte eingegangene Landshuter Erbfolgekrieg war bis vor die Fichtelgebirgsorte getragen worden und der von 1486 bis 1515 regierende Markgraf Friedrich II. ordnete geeignete Vorsichtsmaßregeln an. Zu diesem Zweck mussten die Kirchenlamitzer entlang des Ortskernes Gräben ausheben, die bei Feindgefahr geflutet werden sollten; das Wasser dafür kam aus einem am westlichen Ende der Ortschaft leicht überhöht gelegenen Weiher. So entstand durch umfangreiche Erdarbeiten am Oberen Anger und durch Kanalisation des Lamitzbaches der Stadtteich. Im Jahr 1750 erwarb der damalige Markt Kirchenlamitz den Löschwasserteich zusammen mit dem Oberen Anger durch Kauf aus dem Besitz der markgräflichen Güterverwaltung.

## Nutzung
Der Teich diente zunächst der Ortsverteidigung, später der Fischzucht, Eisgewinnung und lieferte Löschwasser für die Brandbekämpfung.

## Tourismus
Der Verschönerungsverein Kirchenlamitz erkannte 1904 den Nutzen des Teiches für den Fremdenverkehr. Eine kleine Insel wurde angelegt und ein Kahnbetrieb eingerichtet. Das gesamte Ufer wurde mit Bäumen bepflanzt und ein etwa 350 Meter langer Uferweg angelegt. Im Winter ist der Stadtteich zum Eisstockschießen und Schlittschuhlaufen geeignet. Der benachbarte Stadtpark bietet Erholungsmöglichkeiten.

## Karten
- Digitale Ortskarte 1:10.000 Bayern (Nord) des Landesamtes für Vermessung und Geoinformationen Bayern